# هدف 2 (فلم)
هدف 2 عيش الحلم هو الجزء الثاني من فيلم هدف!، انتج في 9 فبراير 2007 في المملكة المتحدة و21 ديسمبر في الولايات المتحدة.
تحكي قصة الفيلم عن انتقال لاعب نيوكاسل يونايتد لكرة القدم سانتياغو مونييز (كونو بيكر) للعب مع فريق ريال مدريد، وتدور أحداث الفيلم حول الظروف التي يمر بها اللاعب والتي تختبرعلاقاته وولائه للعائلة والأصدقاء ومعارفه من رجال الأعمال.

## وصلات خارجية
- مقالات تستعمل روابط فنية بلا صلة مع ويكي بيانات

صفحة الفلم على قاعدة بيانات الأفلام على الإنترنت
إعلان الفلم على يوتيوب